# 大嵩禮造
大嵩 禮造（おおたけ れいぞう、1934年-2003年1月7日）は、日本の洋画家。独立美術協会会員、鹿児島市立美術館館長、鹿児島大学名誉教授。同大教授のほか、鹿児島県美術協会会長、南日本美術展審査員を務め、地元の美術振興と後進の育成に貢献。

## 経歴
鹿児島県鹿児島市出身。1954年鹿児島県立甲南高等学校卒業。高校では鮫島梓が指導する美術部に所属。高校2年生で南日本美術展に初入選。
1958年鹿児島大学教育学部美術科卒業。1959年の第14回南日本美術展で「花の碑」が県知事賞（最高賞）を受賞。初の鹿児島県海外美術派遣留学生となり翌年渡仏しパリ留学。審査委員長海老原喜之助の紹介状を持って藤田嗣治のもとを訪ね、時代の潮流でなやむ姿を目の当たりにして、巨匠がこうなのだから自分は自分なりの絵を描くしかないと感じる。
1962年から独立展にも出品し、1973年に独立奨励賞受賞。その後も入選・入賞を重ねて、1988年の第56回独立展で独立賞受賞。1989年に独立美術協会会員となる。その他、鹿児島芸術文化奨励賞などを受賞。
大学卒業後高校教諭を経て、1965年に母校鹿児島大学に指導者として招かれ、1977年教授に就任。1979年には文部省在外研究員として再びパリ留学。1992年から1999年まで南日本美術展審査員。2000年に鹿児島大学を退官し名誉教授。2002年6月鹿児島市立美術館館長に就任。10月に入院し翌年1月7日に脳腫瘍により逝去。

## 作品・作風
- 画歴から、ヨーロッパ留学前後の「碑」シリーズから抽象的な空間構築性をもつ「グラスボックス」シリーズ、抽象性と具象性が混合した「ポートレート」シリーズ、さらに自身の原風景「回帰」シリーズの4つに分類される[14]。
- 白と青を基調にした画風で、半抽象の空間構築（画面構成）を基本に一貫して人間の喜びと悲しみを追求[3][6]。
- 思索的で透明な表情の作品で、無駄な感情を削り落とし抑制したフォルムから思想性を引き出そうとする[8]。

## 著名な親族
- 父 大嵩双山[2][6] - 洋画家、商業デザイナー
- 弟 大嵩文雄[6] - グラフィックデザイナー
- 前妻 沢井祥[8] - 洋画家、禮造と同じ鹿児島県立甲南高校美術部出身[10]